# Mortyr 2: For Ever
Mortyr 2: For Ever lub Mortyr 2 – polska komputerowa gra akcji osadzona w realiach II wojny światowej wyprodukowana przez Mirage Interactive i wydana w 2004 i 2005 roku przez Just Flight i Redback Sales oraz Hip Games.
Gra jest oparta na napisanym od podstaw silniku graficznym Argon Engine.

## Fabuła
Głównym bohaterem gry jest agent brytyjskiego wywiadu o imieniu Sven. Wywodzi się on z tej samej rodziny, co Sebastian Mortyr z poprzedniej części gry. Akcja gry została osadzona w realiach II wojny światowej, rozpoczyna się w Norwegii i prowadzi gracza poprzez m.in. okupowaną Polskę i Jugosławię aż do Grecji. Na swoim szlaku bojowym Sven Mortyr napotyka wrogów, z którymi walczy za pomocą różnych dostępnych w grze broni, takich jak: wytłumiony pistolet Luger, pistolet maszynowy MP 40, karabin Mauser w wersji zwykłej oraz snajperskiej, karabin Gew43, karabin FG42, karabin przeciwpancerny PzB38, Stielhandgranate 24 czy zamontowane stacjonarnie karabiny maszynowe MG 42. Może on także napotkać osoby przyjazne lub przychylne, które mu pomagają lub udzielają przydatnych wskazówek. Bohater odkrywa plan broni, „Wunderwaffe”, która ma być wykorzystana przeciwko wrogom Rzeszy. Jak się później okazuje, w pracach nad bronią bierze udział m.in. ojciec Svena.